# Ліга чемпіонів УЄФА 2018—2019
Ліга чемпіонів УЄФА 2018–2019 — 64-й турнір між найкращими клубами європейських країн і 27-й в теперішньому форматі. Фінал відбувся на стадіоні «Ванда Метрополітано» у Мадриді.
Англійський клуб «Ліверпуль» у фіналі з рахунком 2:0 переміг англійський «Тоттенгем Готспур».

## Розподіл асоціацій
У Лізі чемпіонів 2018–2019 братимуть участь 79 команд з 54 асоціацій, що входять до УЄФА (Ліхтенштейн не проводить власний чемпіонат). Асоціації розподіляються по місцях згідно з їхнім рейтингом у таблиці коефіцієнтів УЄФА наступним чином:
- Асоціації, що займають 1-4 місця, представлені чотирма командами.
- Асоціації, що займають 5-6 місця, представлені трьома командами.
- Асоціації, що займають 7-15 місця, представлені двома командами.
- Асоціації, що займають 16-55 місця, представлені однією командою (окрім Ліхтенштейну).
- Переможці Ліги чемпіонів УЄФА 2017—2018 та Ліги Європи УЄФА 2017—2018 отримають додаткове місце, якщо вони не завоюють права виступу в Лізі чемпіонів УЄФА у змаганнях своєї асоціації.

### Рейтинг асоціацій
Для Ліги чемпіонів УЄФА 2018—2019, асоціації отримують квоти відповідно до їх коефіцієнтів в рейтингу країни УЄФА, який бере до уваги їх здобутки в єврокубках з 2012—2013 до 2016—2017 років.
Позначення:
- (ЛЧ) – додаткова путівка через те, що минулорічний переможець Ліги чемпіонів потрапив до Ліги чемпіонів
- (ЛЄ) – додаткова путівка через те, що минулорічний переможець Ліги Європи потрапив до Ліги чемпіонів

| Рейтинг | Асоціація  | Коеф.   | К-ть команд |
| ------- | ---------- | ------- | ----------- |
| 1       | Іспанія    | 104.998 | 4           |
| 2       | Німеччина  | 79.498  | 4           |
| 3       | Англія     | 75.962  | 4           |
| 4       | Італія     | 73.332  | 4           |
| 5       | Франція    | 56.665  | 3           |
| 6       | Росія      | 50.532  | 3           |
| 7       | Португалія | 49.332  | 2           |
| 8       | Україна    | 42.633  | 2           |
| 9       | Бельгія    | 42.400  | 2           |
| 10      | Туреччина  | 39.200  | 2           |
| 11      | Чехія      | 33.9175 | 2           |
| 12      | Швейцарія  | 32.075  | 2           |
| 13      | Нідерланди | 31.063  | 2           |
| 14      | Греція     | 27.900  | 2           |
| 15      | Австрія    | 25.350  | 2           |
| 16      | Хорватія   | 25.250  | 1           |
| 17      | Румунія    | 24.350  | 1           |
| 18      | Данія      | 24.000  | 1           |
| 19      | Білорусь   | 19.875  | 1           |

| Рейтинг | Асоціація   | Коеф.   | К-ть команд |
| ------- | ----------- | ------- | ----------- |
| 20      | Польща      | 19.7500 | 1           |
| 21      | Швеція      | 19.725  | 1           |
| 22      | Ізраїль     | 19.375  | 1           |
| 23      | Шотландія   | 18.925  | 1           |
| 24      | Кіпр        | 18.550  | 1           |
| 25      | Норвегія    | 18.325  | 1           |
| 26      | Азербайджан | 17.750  | 1           |
| 27      | Болгарія    | 15.875  | 1           |
| 28      | Сербія      | 15.375  | 1           |
| 29      | Казахстан   | 15.250  | 1           |
| 30      | Словенія    | 13.125  | 1           |
| 31      | Словаччина  | 11.750  | 1           |
| 32      | Ліхтенштейн | 11.000  | 0           |
| 33      | Угорщина    | 9.500   | 1           |
| 34      | Молдова     | 9.500   | 1           |
| 35      | Ісландія    | 8.375   | 1           |
| 36      | Фінляндія   | 7.650   | 1           |
| 37      | Албанія     | 6.625   | 1           |

| Рейтинг | Асоціація            | Коеф. | К-ть команд |
| ------- | -------------------- | ----- | ----------- |
| 38      | Ірландія             | 6.575 | 1           |
| 39      | Боснія і Герцеговина | 6.500 | 1           |
| 40      | Грузія               | 6.375 | 1           |
| 41      | Латвія               | 6.125 | 1           |
| 42      | Македонія            | 5.620 | 1           |
| 43      | Естонія              | 5.250 | 1           |
| 44      | Чорногорія           | 5.250 | 1           |
| 45      | Вірменія             | 5.125 | 1           |
| 46      | Люксембург           | 4.875 | 1           |
| 47      | Північна Ірландія    | 4.500 | 1           |
| 48      | Литва                | 4.125 | 1           |
| 49      | Мальта               | 4.000 | 1           |
| 50      | Уельс                | 3.875 | 1           |
| 51      | Фарерські острови    | 3.500 | 1           |
| 52      | Гібралтар            | 2.500 | 1           |
| 53      | Андорра              | 1.165 | 1           |
| 54      | Сан-Марино           | 0.333 | 1           |
| 55      | Косово               | 0.000 | 1           |

### Розподіл за раундами
Наведена нижче таблиця показує список квот за замовчуванням.
|                                          |                                          | Команди, що починають боротьбу з раунду | Команди, що вийшли з попереднього раунду                                                            |
| ---------------------------------------- | ---------------------------------------- | --- | --------------------------------------------------------------------------------------------------- |
| Попередній раунд (4 команди)             | Попередній раунд (4 команди)             | - 4 чемпіони з асоціацій 52-55 | |
| Перший кваліфікаційний раунд (34 команд) | Перший кваліфікаційний раунд (34 команд) | - 33 чемпіони з асоціацій 18-51 (окрім Ліхтенштейну) | - 1 переможець попереднього раунду                                                                  |
| Другий кваліфікаційний раунд             | Чемпіони (20 команд)                     | - 3 чемпіони з асоціацій 15-17 | - 17 переможців першого кваліфікаційного раунду                                                     |
| Другий кваліфікаційний раунд             | Нечемпіони (6 команд)                    | - 6 команд, що посіли другі місця в асоціаціях 10-15 | |
| Третій кваліфікаційний раунд             | Чемпіони (12 команд)                     | - 2 чемпіони з асоціацій 13-14 | - 10 переможців другого кваліфікаційного раунду чемпіонів                                           |
| Третій кваліфікаційний раунд             | Нечемпіони (8 команд)                    | - 3 команд, що посіли другі місця в асоціаціях 7-9 - 2 команди, що посіла третє місце в асоціаціях 5-6 | - 3 переможці другого кваліфікаційного раунду нечемпіонів                                           |
| Кваліфікаційний плей-оф                  | Чемпіони (8 команд)                      | - 2 чемпіони з асоціацій 11-12 | - 6 переможців третього кваліфікаційного раунду чемпіонів                                           |
| Кваліфікаційний плей-оф                  | Нечемпіони (4 команд)                    | | - 4 переможці третього кваліфікаційного раунду нечемпіонів                                          |
| Груповий турнір (32 команди)             | Груповий турнір (32 команди)             | - Володар титулу - 10 чемпіонів з асоціацій 1-10 - 6 команд, що посіли другі місця у асоціаціях 1-6 - 4 команди, що посіли треті місця у асоціаціях 1-4 - 4 команди, що посіли четверті місця у асоціаціях 1-4 - Переможець Ліги Європи | - 4 переможці кваліфікаційного плей-оф чемпіонів - 2 переможці кваліфікаційного плей-оф нечемпіонів |
| Плей-оф (16 команд)                      | Плей-оф (16 команд)                      | | - 8 переможців груп з групового турніру - 8 команд, що посіли в групах другі місця                  |

### Список учасників
| Груповий турнір              | Груповий турнір           | Груповий турнір        | Груповий турнір    |
| ---------------------------- | ------------------------- | ---------------------- | ------------------ |
| Барселона (1-е)              | Боруссія (Дортмунд) (4-е) | Рома (3-є)             | Порту (1-е)        |
| Атлетіко (2-е) ЛЄ            | Манчестер Сіті (1-е)      | Інтернаціонале (4-е)   | Шахтар (1-е)       |
| Реал Мадрид (3-є) ЛЧ         | Манчестер Юнайтед (2-е)   | Парі Сен-Жермен (1-е)  | Брюгге (1-е)       |
| Валенсія (4-е)               | Тоттенгем Готспур (3-є)   | Монако (2-е)           | Галатасарай (1-е)  |
| Баварія (1-е)                | Ліверпуль (4-е)           | Ліон (3-є)             | Вікторія (1-е)     |
| Шальке 04 (2-е)              | Ювентус (1-е)             | Локомотив (1-е)        |                    |
| Гоффенгайм 1899 (3-є)        | Наполі (2-е)              | ЦСКА (2-е)             |                    |
| Кваліфікаційний плей-оф      |                           |                        |                    |
| Чемпіони                     | Чемпіони                  | Нечемпіони             | Нечемпіони         |
| Янг Бойз (1-е)               | ПСВ (1-е)                 |                        |                    |
| Третій кваліфікаційний раунд |                           |                        |                    |
| Чемпіони                     | Чемпіони                  | Нечемпіони             | Нечемпіони         |
| АЕК (1-е)                    | Ред Булл (1-е)            | Спартак (Москва) (3-є) | Стандард (2-е)     |
|                              |                           | Бенфіка (2-е)          | Фенербахче (2-е)   |
| Динамо (2-е)                 | Славія (2-е)              |                        |                    |
| Другий кваліфікаційний раунд |                           |                        |                    |
| Чемпіони                     | Чемпіони                  | Нечемпіони             | Нечемпіони         |
| Динамо (1-е)                 | Мідтьюлланн (1-е)         | Базель (2-е)           | ПАОК (2-е)         |
| Клуж (1-е)                   | БАТЕ (1-е)                | Аякс (2-е)             | Штурм (2-е)        |
| Перший кваліфікаційний раунд |                           |                        |                    |
| Легія (1-е)                  | Црвена Звезда (1-е)       | Кукесі (2-е)[Note ALB] | Алашкерт (1-е)     |
| Мальме (1-е)                 | Астана (1-е)              | Корк Сіті (1-е)        | Ф91 Дюделанж (1-е) |
| Хапоель (Беер-Шева) (1-е)    | Олімпія (1-е)             | Зриньські (1-е)        | Крузейдерс (1-е)   |
| Селтік (1-е)                 | Спартак (Трнава) (1-е)    | Торпедо (1-е)          | Судува (1-е)       |
| АПОЕЛ (1-е)                  | МОЛ Віді (1-е)            | Спартакс (1-е)         | Валетта (1-е)      |
| Русенборг (1-е)              | Шериф (1-е)               | Шкендія (1-е)          | Нью-Сейнтс (1-е)   |
| Карабах (1-е)                | Валюр (1-е)               | Флора (1-е)            | Вікінгур (1-е)     |
| Лудогорець (1-е)             | ГІК (1-е)                 | Сутьєска (1-е)         |                    |
| Попередній раунд             |                           |                        |                    |
| Лінкольн Ред Імпс (1-е)      | ФК Санта-Колома (1-е)     | Ла Фіоріта (1-е)       | Дріта (1-е)        |

Примітки
1. ^ Албанія (ALB): В березні 2018 року Скендербеу отримав 10-річну дискваліфікацію в клубних турнірах УЄФА через договірні матчі.[4] Оскільки Скендербеу став чемпіоном Албанії з футболу 2017—2018, Кукесі, що посів 2-е місце, буде брати участь в Лізі чемпіонів замість Ліги Європи.

## Розклад матчів і жеребкувань
Всі жеребкування пройдуть у штаб-квартирі УЄФА в Ньйоні, Швейцарія, якщо не вказано інше.
| Фаза                    | Раунд                        | Жеребкування            | Перший матч                                               | Матч-відповідь                                            |
| ----------------------- | ---------------------------- | ----------------------- | --------------------------------------------------------- | --------------------------------------------------------- |
| Кваліфікація            | Попередній раунд             | 12 червня 2018          | 26 червня 2018 (півфінальний раунд)                       | 29 червня 2018 (фінальний раунд)                          |
| Кваліфікація            | Перший кваліфікаційний раунд | 19 червня 2018          | 10-11 липня 2018                                          | 17-18 липня 2018                                          |
| Кваліфікація            | Другий кваліфікаційний раунд | 19 червня 2018          | 24-25 липня 2018                                          | 31 липня - 1 серпня 2018                                  |
| Кваліфікація            | Третій кваліфікаційний раунд | 23 липня 2018           | 7-8 серпня 2018                                           | 14 серпня 2018                                            |
| Кваліфікаційний плей-оф | Раунд плей-оф                | 6 серпня 2018           | 21-22 серпня 2018                                         | 28-29 серпня 2018                                         |
| Груповий турнір         | Тур 1                        | 30 серпня 2018 (Монако) | 18-19 вересня 2018                                        | 18-19 вересня 2018                                        |
| Груповий турнір         | Тур 2                        | 30 серпня 2018 (Монако) | 2-3 жовтня 2018                                           | 2-3 жовтня 2018                                           |
| Груповий турнір         | Тур 3                        | 30 серпня 2018 (Монако) | 23-24 жовтня 2018                                         | 23-24 жовтня 2018                                         |
| Груповий турнір         | Тур 4                        | 30 серпня 2018 (Монако) | 6-7 листопада 2018                                        | 6-7 листопада 2018                                        |
| Груповий турнір         | Тур 5                        | 30 серпня 2018 (Монако) | 27-28 листопада 2018                                      | 27-28 листопада 2018                                      |
| Груповий турнір         | Тур 6                        | 30 серпня 2018 (Монако) | 11-12 грудня 2018                                         | 11-12 грудня 2018                                         |
| Плей-оф                 | 1/8                          | 17 грудня 2018          | 12-13 і 19-20 лютого 2019                                 | 5-6 і 12-13 березня 2019                                  |
| Плей-оф                 | Чвертьфінал                  | 15 березня 2019         | 9-10 квітня 2019                                          | 16-17 квітня 2019                                         |
| Плей-оф                 | Півфінал                     | 15 березня 2019         | 30 квітня - 1 травня 2019                                 | 7-8 травня 2019                                           |
| Плей-оф                 | Фінал                        | 15 березня 2019         | 1 червня 2019 на стадіоні «Ванда Метрополітано» в Мадриді | 1 червня 2019 на стадіоні «Ванда Метрополітано» в Мадриді |

## Кваліфікація
У кваліфікаційних раундах і плей-оф команди розподіляються на сіяні та несіяні відповідно до їхнього рейтингу у таблиці коефіцієнтів УЄФА — 2018, за якими проводиться жеребкування, що розподіляє пари у двоматчевому протистоянні.

### Попередній раунд
Жеребкування відбулося 12 червня 2018 року. Півфінальні матчі відбулися 26 червня 2018 року, фінальний — 29 червня 2018 року. Всі матчі цього раунду проходили на стадіоні «Вікторія», Гібралтар.
| Команда 1          | Рахунок            | Команда 2          |
| Півфінальний раунд | Півфінальний раунд | Півфінальний раунд |
| ------------------ | ------------------ | ------------------ |
| ФК Санта-Колома    | 0:2 (дч)           | Дріта              |
| Ла Фіоріта         | 0:2                | Лінкольн Ред Імпс  |
| Фінальний раунд    |                    |                    |
| Лінкольн Ред Імпс  | 1:4 (дч)           | Дріта              |

### Перший кваліфікаційний раунд
Жеребкування відбулося 19 червня 2018 року. Перші матчі відбулися 10-11 липня 2018 року, матчі-відповіді — 17-18 липня 2018 року.
| Команда 1        | Заг.    | Команда 2           | 1-й матч | 2-й матч |
| ---------------- | ------- | ------------------- | -------- | -------- |
| Торпедо          | 2:4     | Шериф               | 2:1      | 0:3      |
| Шкендія          | 5:4     | Нью-Сейнтс          | 5:0      | 0:4      |
| Судува           | 3:2     | АПОЕЛ               | 3:1      | 0:1      |
| Олімпія          | 0:1     | Карабах             | 0:1      | 0:0      |
| Ф91 Дюделанж     | 2:3     | МОЛ Віді            | 1:1      | 1:2      |
| Дріта            | 0:5     | Мальме              | 0:3      | 0:2      |
| Вікінгур         | 2:5     | ГІК                 | 1:2      | 1:3      |
| Лудогорець       | 9:0     | Крузейдерс          | 7:0      | 2:0      |
| Корк Сіті        | 0:4     | Легія               | 0:1      | 0:3      |
| Валюр            | 2:3     | Русенборг           | 1:0      | 1:3      |
| Кукесі           | 1:1 (ч) | Валетта             | 0:0      | 1:1      |
| Флора            | 2:7     | Хапоель (Беер-Шева) | 1:4      | 1:3      |
| Спартакс         | 0:2     | Црвена Звезда       | 0:0      | 0:2      |
| Алашкерт         | 0:6     | Селтік              | 0:3      | 0:3      |
| Спартак (Трнава) | 2:1     | Зриньські           | 1:0      | 1:1      |
| Астана           | 3:0     | Сутьєска            | 1:0      | 2:0      |

### Другий кваліфікаційний раунд
Жеребкування відбулося 19 червня 2018 року. Перші матчі відбулися 24-25 липня 2018 року, матчі-відповіді — 31 липня - 1 серпня 2018 року.
| Команда 1     | Заг.     | Команда 2           | 1-й матч | 2-й матч |          |
| Чемпіони      | Чемпіони | Чемпіони            | Чемпіони | Чемпіони | Чемпіони |
| ------------- | -------- | ------------------- | -------- | -------- | -------- |
| Астана        | 2:1      | Мідтьюлланн         | 2:1      | 0:0      |          |
| Лудогорець    | 0:1      | МОЛ Віді            | 0:0      | 0:1      |          |
| Кукесі        | 0:3      | Карабах             | 0:0      | 0:3      |          |
| Клуж          | 1:2      | Мальме              | 0:1      | 1:1      |          |
| Динамо        | 7:2      | Хапоель (Беер-Шева) | 5:0      | 2:2      |          |
| Црвена Звезда | 5:0      | Судува              | 3:0      | 2:0      |          |
| БАТЕ          | 2:1      | ГІК                 | 0:0      | 2:1      |          |
| Шкендія       | 1:0      | Шериф               | 1:0      | 0:0      |          |
| Легія         | 1:2      | Спартак (Трнава)    | 0:2      | 1:0      |          |
| Селтік        | 3:1      | Русенборг           | 3:1      | 0:0      |          |
| Нечемпіони    |          |                     |          |          |          |
| ПАОК          | 5:1      | Базель              | 2:1      | 3:0      |          |
| Аякс          | 5:1      | Штурм               | 2:0      | 3:1      |          |

### Третій кваліфікаційний раунд
Жеребкування відбулося 23 липня 2018 року. Перші матчі відбулися 7-8 серпня 2018 року, матчі-відповіді — 14 серпня 2018 року.
Нововведенням цього сезону є те, що клуби, які програли в цьому раунді в шляху нечемпіонів, потрапляють не в раунд плей-оф, а одразу в груповий етап Ліги Європи УЄФА.
| Команда 1     | Заг.     | Команда 2        | 1-й матч | 2-й матч |          |
| Чемпіони      | Чемпіони | Чемпіони         | Чемпіони | Чемпіони | Чемпіони |
| ------------- | -------- | ---------------- | -------- | -------- | -------- |
| Селтік        | 2:3      | АЕК              | 1:1      | 1:2      |          |
| Ред Булл      | 4:0      | Шкендія          | 3:0      | 1:0      |          |
| Црвена Звезда | 3:2      | Спартак (Трнава) | 1:1      | 2:1 (дч) |          |
| Карабах       | 1:2      | БАТЕ             | 0:1      | 1:1      |          |
| Астана        | 0:3      | Динамо           | 0:2      | 0:1      |          |
| Мальме        | 1:1 (ч)  | МОЛ Віді         | 1:1      | 0:0      |          |
| Нечемпіони    |          |                  |          |          |          |
| Стандард      | 2:5      | Аякс             | 2:2      | 0:3      |          |
| Бенфіка       | 2:1      | Фенербахче       | 1:0      | 1:1      |          |
| Славія        | 1:3      | Динамо           | 1:1      | 0:2      |          |
| ПАОК          | 3:2      | Спартак (Москва) | 3:2      | 0:0      |          |

## Раунд плей-оф
Жеребкування відбулося 6 серпня 2018 року. Перші матчі відбулися 21-22 серпня 2018 року, матчі-відповіді — 28-29 серпня 2018 року.
| Команда 1     | Заг.     | Команда 2 | 1-й матч | 2-й матч |          |
| Чемпіони      | Чемпіони | Чемпіони  | Чемпіони | Чемпіони | Чемпіони |
| ------------- | -------- | --------- | -------- | -------- | -------- |
| Црвена Звезда | 2:2 (ч)  | Ред Булл  | 0:0      | 2:2      |          |
| БАТЕ          | 2:6      | ПСВ       | 2:3      | 0:3      |          |
| Янг Бойз      | 3:2      | Динамо    | 1:1      | 2:1      |          |
| МОЛ Віді      | 2:3      | АЕК       | 1:2      | 1:1      |          |
| Нечемпіони    |          |           |          |          |          |
| Бенфіка       | 5:2      | ПАОК      | 1:1      | 4:1      |          |
| Аякс          | 3:1      | Динамо    | 3:1      | 0:0      |          |

## Груповий етап
Жеребкування відбулося 30 серпня у «Грімальді-Форум» у Монако.
У груповому раунді брали участь 32 команди: 26 команди, які одразу пройшли в груповий етап та 6 переможців відбору (4 переможців шляху чемпіонів та 2 переможців шляху нечемпіонів).
32 команди були розподілені за клубним рейтингом УЄФА 2018. Володар трофею та чемпіони перших 7 за рейтингом асоціацій автоматично потрапили до 1-го кошика. За допомогою жеребкування команди були розподілені на 8 груп по 4 команди у кожній. Команди з однієї асоціації не могли бути в одній групі.
У кожній групі команди грали одна з одною по 2 матчі: вдома та на виїзді (за круговою системою). Команди, що посіли перше та друге місця вийшли до плей-оф. Команди, що посіли треті місця вибули до Ліги Європи УЄФА.

### Група A
| Команда             | І | В | Н | П | ЗМ | ПМ | РМ  | О  |
| ------------------- | - | - | - | - | -- | -- | --- | -- |
| Боруссія (Дортмунд) | 6 | 4 | 1 | 1 | 10 | 2  | +8  | 13 |
| Атлетіко            | 6 | 4 | 1 | 1 | 9  | 6  | +3  | 13 |
| Брюгге              | 6 | 1 | 3 | 2 | 6  | 5  | +1  | 6  |
| Монако              | 6 | 0 | 1 | 5 | 2  | 14 | −12 | 1  |

|            | АТЛ | БОР | МОН | БРЮ |
| ---------- | --- | --- | --- | --- |
| Атлетіко   | —   | 2-0 | 2-0 | 3-1 |
| Боруссія Д | 4-0 | —   | 3-0 | 0-0 |
| Монако     | 1-2 | 0-2 | —   | 0-4 |
| Брюгге     | 0-0 | 0-1 | 1-1 | —   |

### Група B
| Команда           | І | В | Н | П | ЗМ | ПМ | РМ | О  |
| ----------------- | - | - | - | - | -- | -- | -- | -- |
| Барселона         | 6 | 4 | 2 | 0 | 14 | 5  | +9 | 14 |
| Тоттенгем Готспур | 6 | 2 | 2 | 2 | 9  | 10 | −1 | 8  |
| Інтернаціонале    | 6 | 2 | 2 | 2 | 6  | 7  | −1 | 8  |
| ПСВ               | 6 | 0 | 2 | 4 | 6  | 13 | −7 | 2  |

|                   | БАР | ТОТ | ПСВ | ІНТ |
| ----------------- | --- | --- | --- | --- |
| Барселона         | —   | 1-1 | 4-0 | 2-0 |
| Тоттенгем Готспур | 2-4 | —   | 2-1 | 1-0 |
| ПСВ               | 1-2 | 2-2 | —   | 1-2 |
| Інтернаціонале    | 1-1 | 2-1 | 1-1 | —   |

### Група C
| Команда         | І | В | Н | П | ЗМ | ПМ | РМ  | О  |
| --------------- | - | - | - | - | -- | -- | --- | -- |
| Парі Сен-Жермен | 6 | 3 | 2 | 1 | 17 | 9  | +8  | 11 |
| Ліверпуль       | 6 | 3 | 0 | 3 | 9  | 7  | +2  | 9  |
| Наполі          | 6 | 2 | 3 | 1 | 7  | 5  | +2  | 9  |
| Црвена Звезда   | 6 | 1 | 1 | 4 | 5  | 17 | −12 | 4  |

|                 | ПСЖ | НАП | ЛІВ | ЦЕЗ |
| --------------- | --- | --- | --- | --- |
| Парі Сен-Жермен | —   | 2-2 | 2-1 | 6-1 |
| Наполі          | 1-1 | —   | 1-0 | 3-1 |
| Ліверпуль       | 3-2 | 1-0 | —   | 4-0 |
| Црвена Звезда   | 1-4 | 0-0 | 2-0 | —   |

### Група D
| Команда     | І | В | Н | П | ЗМ | ПМ | РМ | О  |
| ----------- | - | - | - | - | -- | -- | -- | -- |
| Порту       | 6 | 5 | 1 | 0 | 15 | 6  | +9 | 16 |
| Шальке 04   | 6 | 3 | 2 | 1 | 6  | 4  | +2 | 11 |
| Галатасарай | 6 | 1 | 1 | 4 | 5  | 8  | −3 | 4  |
| Локомотив   | 6 | 1 | 0 | 5 | 4  | 12 | −8 | 3  |

|             | ЛОК | ПОР | ШАЛ | ГАЛ |
| ----------- | --- | --- | --- | --- |
| Локомотив   | —   | 1-3 | 0-1 | 2-0 |
| Порту       | 4-1 | —   | 3-1 | 1-0 |
| Шальке 04   | 1-0 | 1-1 | —   | 2-0 |
| Галатасарай | 3-0 | 2-3 | 0-0 | —   |

### Група E
| Команда | І | В | Н | П | ЗМ | ПМ | РМ  | О  |
| ------- | - | - | - | - | -- | -- | --- | -- |
| Баварія | 6 | 4 | 2 | 0 | 15 | 5  | +10 | 14 |
| Аякс    | 6 | 3 | 3 | 0 | 11 | 5  | +6  | 12 |
| Бенфіка | 6 | 2 | 1 | 3 | 6  | 11 | −5  | 7  |
| АЕК     | 6 | 0 | 0 | 6 | 2  | 13 | −11 | 0  |

|         | БАВ | БЕН | АЯК | АЕК |
| ------- | --- | --- | --- | --- |
| Баварія | —   | 5-1 | 1-1 | 2-0 |
| Бенфіка | 0-2 | —   | 1-1 | 1-0 |
| Аякс    | 3-3 | 1-0 | —   | 3-0 |
| АЕК     | 0-2 | 2-3 | 0-2 | —   |

### Група F
| Команда         | І | В | Н | П | ЗМ | ПМ | РМ  | О  |
| --------------- | - | - | - | - | -- | -- | --- | -- |
| Манчестер Сіті  | 6 | 4 | 1 | 1 | 16 | 6  | +10 | 13 |
| Ліон            | 6 | 1 | 5 | 0 | 12 | 11 | +1  | 8  |
| Шахтар          | 6 | 1 | 3 | 2 | 8  | 16 | −8  | 6  |
| Гоффенгайм 1899 | 6 | 0 | 3 | 3 | 11 | 14 | −3  | 3  |

|                 | МАС | ШАХ | ЛІО | ГОФ |
| --------------- | --- | --- | --- | --- |
| Манчестер Сіті  | —   | 6-0 | 1-2 | 2-1 |
| Шахтар          | 0-3 | —   | 1-1 | 2-2 |
| Ліон            | 2-2 | 2-2 | —   | 2-2 |
| Гоффенгайм 1899 | 1-2 | 2-3 | 3-3 | —   |

### Група G
| Команда     | І | В | Н | П | ЗМ | ПМ | РМ | О  |
| ----------- | - | - | - | - | -- | -- | -- | -- |
| Реал Мадрид | 6 | 4 | 0 | 2 | 12 | 5  | +7 | 12 |
| Рома        | 6 | 3 | 0 | 3 | 11 | 8  | +3 | 9  |
| Вікторія    | 6 | 2 | 1 | 3 | 7  | 16 | −9 | 7  |
| ЦСКА        | 6 | 2 | 1 | 3 | 8  | 9  | −1 | 7  |

|             | РЕА | РОМ | ЦСК | ВІК |
| ----------- | --- | --- | --- | --- |
| Реал Мадрид | —   | 3-0 | 0-3 | 2-1 |
| Рома        | 0-2 | —   | 3-0 | 5-0 |
| ЦСКА        | 1-0 | 1-2 | —   | 1-2 |
| Вікторія    | 0-5 | 2-1 | 2-2 | —   |

### Група H
| Команда           | І | В | Н | П | ЗМ | ПМ | РМ | О  |
| ----------------- | - | - | - | - | -- | -- | -- | -- |
| Ювентус           | 6 | 4 | 0 | 2 | 9  | 4  | +5 | 12 |
| Манчестер Юнайтед | 6 | 3 | 1 | 2 | 7  | 4  | +3 | 10 |
| Валенсія          | 6 | 2 | 2 | 2 | 6  | 6  | 0  | 8  |
| Янг Бойз          | 6 | 1 | 1 | 4 | 4  | 12 | −8 | 4  |

|                   | ЮВЕ | МАЮ | ВАЛ | ЯНБ |
| ----------------- | --- | --- | --- | --- |
| Ювентус           | —   | 1-2 | 1-0 | 3-0 |
| Манчестер Юнайтед | 0-1 | —   | 0-0 | 1-0 |
| Валенсія          | 0-2 | 2-1 | —   | 3-1 |
| Янг Бойз          | 2-1 | 0-3 | 1-1 | —   |

## Плей-оф
У плей-оф команди грають із суперниками по два матчі (вдома та на виїзді) в кожному раунді, крім фіналу (один матч). Жеребкування усіх раундів буде відбувається за наступним принципом:
1/8 фіналуВісім команд, що посіли перше місце в групі, були сіяні, вісім команд, що посіли друге місце в групі, були несіяні. Сіяні команди грали з несіяними; несіяні команди перший матч грали вдома, а сіяні грали вдома другий матч. Команда не може грати проти команди зі своєї групи або асоціації.
1/4 фіналуПоділ на сіяних і несіяних відсутній, команди з однієї групи чи асоціації можуть грати одна проти одної.

### 1/8 фіналу
Жеребкування відбулося 17 грудня 2018 року. Перші матчі відбулися 12-13 та 19-20 лютого 2019 року, матчі-відповіді — 5-6 та 12-13 березня 2019 року.
| Команда 1         | Заг.    | Команда 2           | 1-й матч | 2-й матч |
| ----------------- | ------- | ------------------- | -------- | -------- |
| Шальке 04         | 2:10    | Манчестер Сіті      | 2:3      | 0:7      |
| Атлетіко          | 2:3     | Ювентус             | 2:0      | 0:3      |
| Манчестер Юнайтед | 3:3 (ч) | Парі Сен-Жермен     | 0:2      | 3:1      |
| Тоттенгем Готспур | 4:0     | Боруссія (Дортмунд) | 3:0      | 1:0      |
| Ліон              | 1:5     | Барселона           | 0:0      | 1:5      |
| Рома              | 3:4     | Порту               | 2:1      | 1:3 (дч) |
| Аякс              | 5:3     | Реал Мадрид         | 1:2      | 4:1      |
| Ліверпуль         | 3:1     | Баварія             | 0:0      | 3:1      |

### 1/4 фіналу
Жеребкування відбулося 15 березня 2019 року. Перші матчі відбулися 9-10 квітня 2019 року, матчі-відповіді — 16-17 квітня 2019 року.
| Команда 1         | Заг.    | Команда 2      | 1-й матч | 2-й матч |
| ----------------- | ------- | -------------- | -------- | -------- |
| Аякс              | 3:2     | Ювентус        | 1:1      | 2:1      |
| Ліверпуль         | 6:1     | Порту          | 2:0      | 4:1      |
| Тоттенгем Готспур | 4:4 (ч) | Манчестер Сіті | 1:0      | 3:4      |
| Манчестер Юнайтед | 0:4     | Барселона      | 0:1      | 0:3      |

### 1/2 фіналу
Жеребкування відбулося 15 березня 2019 року. Перші матчі відбулися 30 квітня - 1 травня 2019 року, матчі-відповіді — 7-8 травня 2019 року.
| Команда 1         | Заг.    | Команда 2 | 1-й матч | 2-й матч |
| ----------------- | ------- | --------- | -------- | -------- |
| Тоттенгем Готспур | 3:3 (ч) | Аякс      | 0:1      | 3:2      |
| Барселона         | 3:4     | Ліверпуль | 3:0      | 0:4      |

### Фінал
Фінал відбувся 1 червня 2019 року на стадіоні «Ванда Метрополітано» в Мадриді.
| 1 червня 2019 21:00 CEST |

| Тоттенгем Готспур | 0:2      | Ліверпуль                 |
| ----------------- | -------- | ------------------------- |
|                   | Протокол | Салах 2' (пен.) Орігі 87' |

| «Ванда Метрополітано», Мадрид Глядачів: 63 272 Арбітр: Дамир Скомина (Словенія) |

## Статистика

### Найкращі бомбардири
| Місце | Футболіст            | Клуб              | Голи | ХВ   |
| ----- | -------------------- | ----------------- | ---- | ---- |
| 1     | Ліонель Мессі        | Барселона         | 12   | 837  |
| 2     | Роберт Левандовський | Баварія           | 8    | 714  |
| 3     | Серхіо Агуеро        | Манчестер Сіті    | 6    | 510  |
| 3     | Кріштіану Роналду    | Ювентус           | 6    | 749  |
| 3     | Мусса Марега         | Порту             | 6    | 840  |
| 3     | Душан Тадич          | Аякс              | 6    | 1080 |
| 7     | Андрей Крамарич      | Гоффенгайм 1899   | 5    | 481  |
| 7     | Пауло Дибала         | Ювентус           | 5    | 518  |
| 7     | Неймар               | Парі Сен-Жермен   | 5    | 532  |
| 7     | Едін Джеко           | Рома              | 5    | 570  |
| 7     | Лукас Моура          | Тоттенгем Готспур | 5    | 725  |
| 7     | Гаррі Кейн           | Тоттенгем Готспур | 5    | 778  |
| 7     | Рахім Стерлінг       | Манчестер Сіті    | 5    | 871  |
| 7     | Мохаммед Салах       | Ліверпуль         | 5    | 1058 |

Джерело:

### Найкращі асистенти
| Місце | Футболіст                | Клуб            | Передачі | ХВ   |
| ----- | ------------------------ | --------------- | -------- | ---- |
| 1     | Лерой Сане               | Манчестер Сіті  | 5        | 395  |
| 1     | Луїс Суарес              | Барселона       | 5        | 900  |
| 1     | Жорді Альба              | Барселона       | 5        | 990  |
| 1     | Душан Тадич              | Аякс            | 5        | 1080 |
| 5     | Кевін де Брейне          | Манчестер Сіті  | 4        | 247  |
| 5     | Ріяд Марез               | Манчестер Сіті  | 4        | 388  |
| 5     | Карлос Солер             | Валенсія        | 4        | 390  |
| 5     | Едін Джеко               | Рома            | 4        | 570  |
| 5     | Кіліан Мбаппе            | Парі Сен-Жермен | 4        | 701  |
| 5     | Трент Александер-Арнольд | Ліверпуль       | 4        | 921  |

Джерело: